# Чорний окунь
Чорний окунь (Micropterus) — рід прісноводних риб родини центрархових. Поширені у помірних районах Північної Америки (США і Канада). Містить такі види:
- Micropterus cataractae
- Micropterus coosae
- Micropterus dolomieu — Окунь малоротий
- Micropterus notius
- Micropterus punctulatus
- Micropterus salmoides — Окунь великоротий
- Micropterus treculii